# Kyller

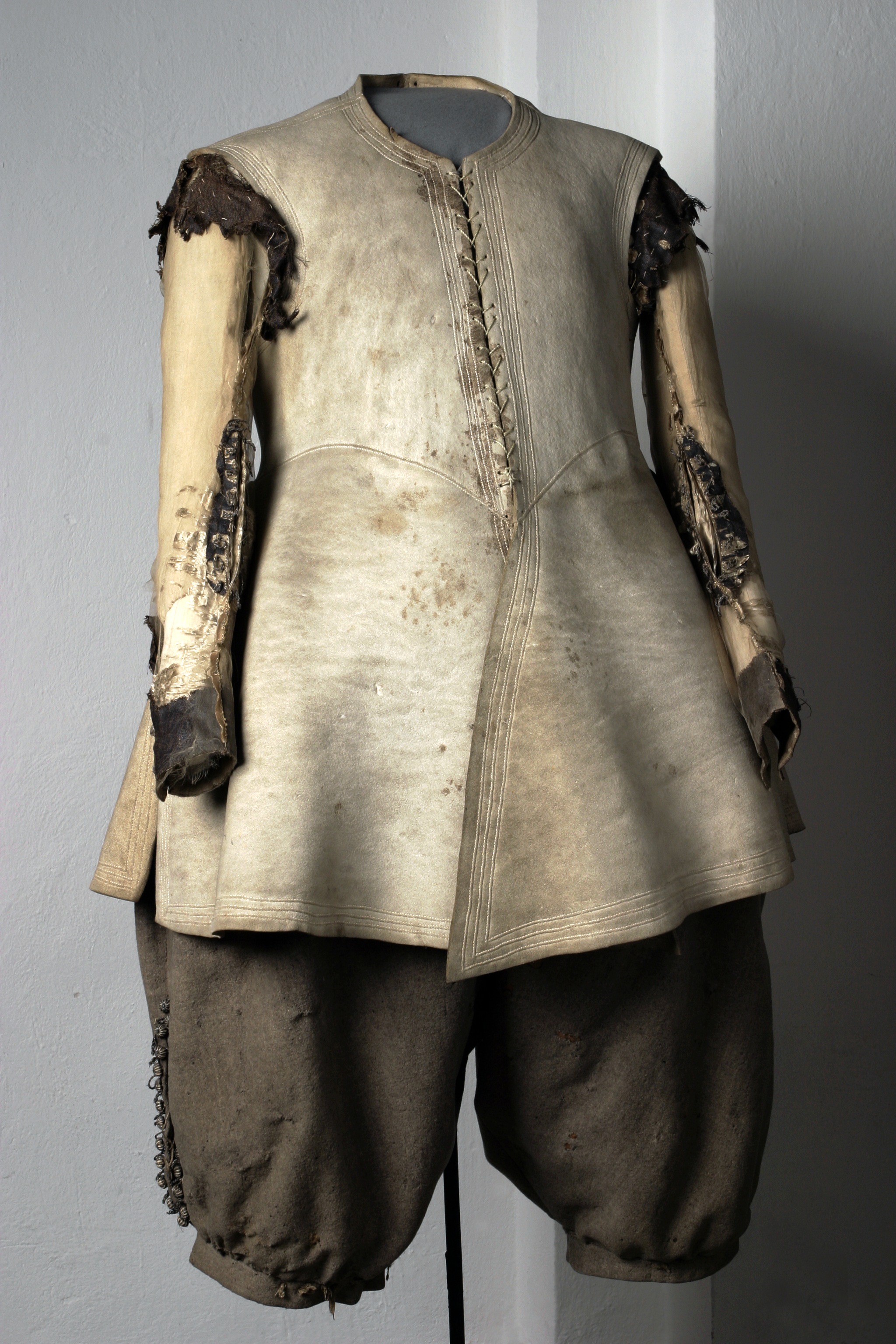
Kyller använt av Gustav II Adolf vid Dirschau den 6 augusti 1627.

Överste Michael von Jordan i kyller 1649.

Ett kyller (ålderdomligt även en kyller) är en rock av sämskat älgskinn eller annat skinn utan knappar fram (endast på ärmarna) men med hyskor för att inte nöta mot ryttaren under harnesket. Det bars av militärer, främst kavalleri på 1600-talet och 1700-talet under ett harnesk (kroppspansar) eller istället för det. Skinnet var tjockt så att det även skulle kunna stå emot splitter.
Ett av de mest omtalade av kyllren är Gustav II Adolfs. Efter hans död fördes det som krigsbyte till Österrike. 1920 återbördades det till Sverige som ett tack från Österrike för svenska Röda korsets hjälpverksamhet under och efter första världskriget i Österrike. Det återfinns numera i Livrustkammaren.
De sista militära enheterna i Sverige att använda kyller (om man bortser från dagens drabanter på Kgl. slottet) var Livregementsbrigadens kyrassiärkår, där det definitivt avlades 1815.

## Bilder

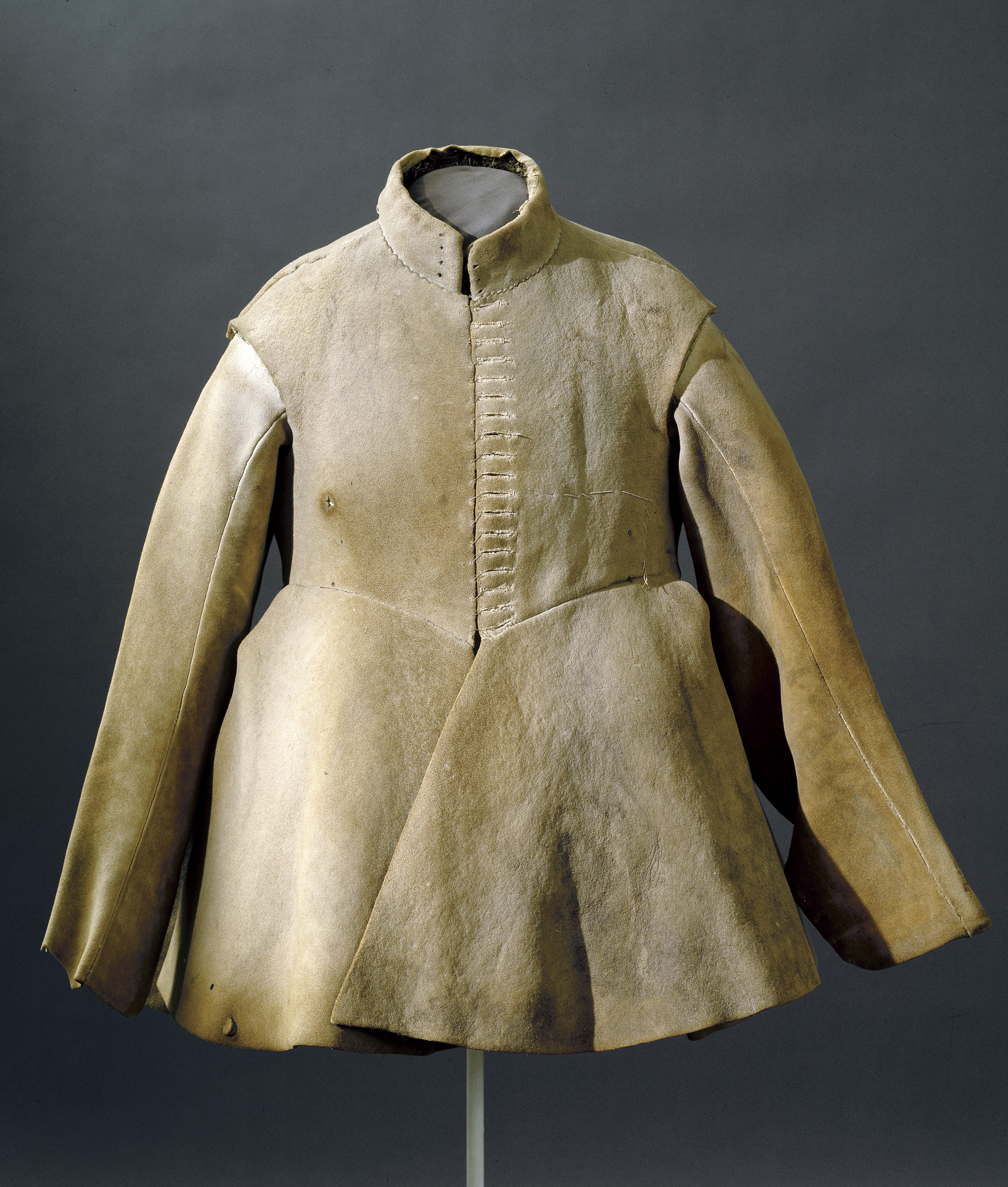
Gustav II Adolfs Lützenkyller.
Svenskt älghudskyller från 1600-talets början.
Älghudskyller från 1600-talets början.
Älghudskyller från 1600-talets början.
Älghudskyller från 1600-talets början.
Per Brahe d.y i kyller.
Kyller
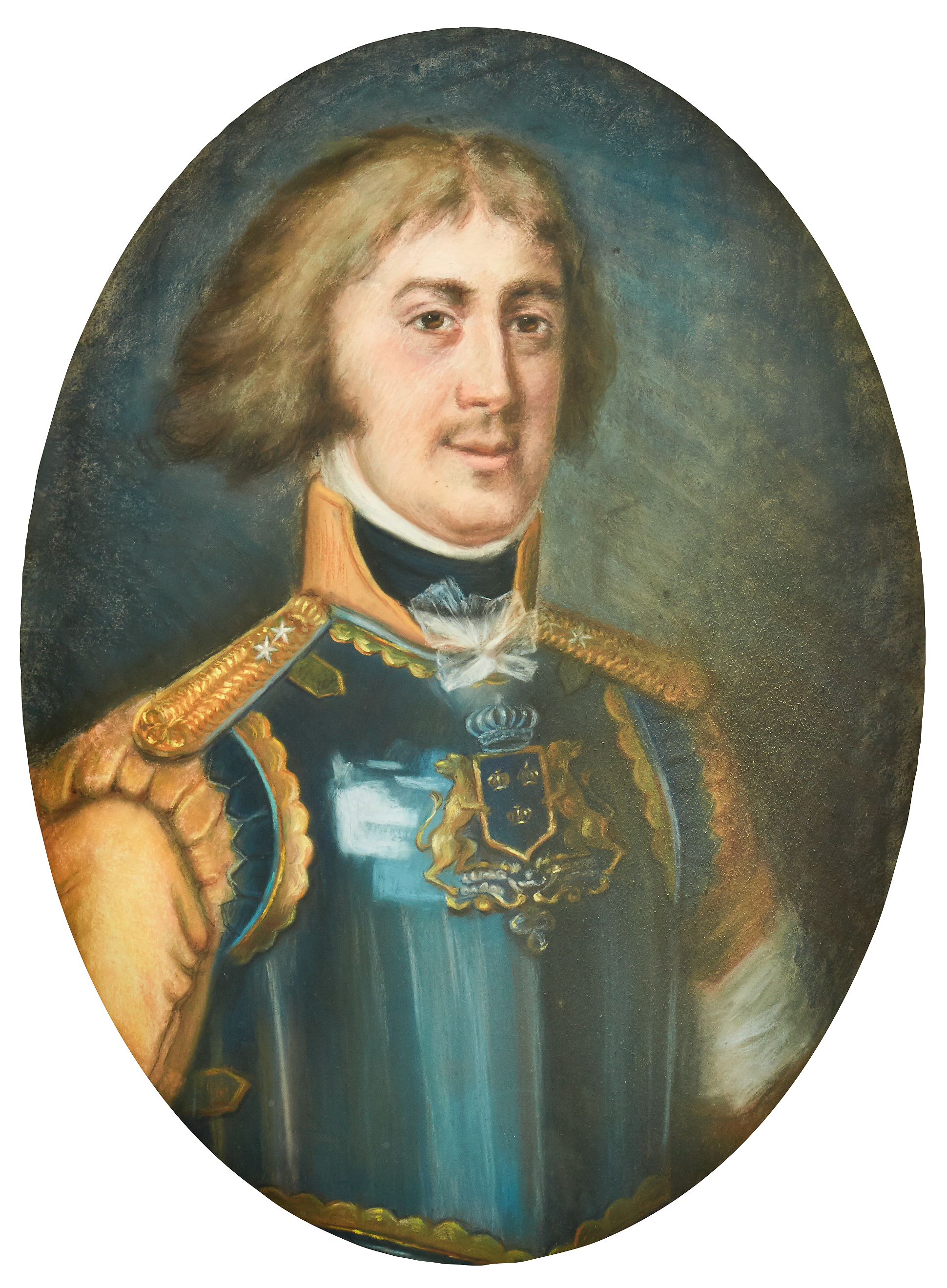
Ryttmästaren Johan Wilhelm Liljencrantz iklädd uniform för Livregementet till häst med kyller, harnesk och epåletter, på en målning från ca 1795 av Jonas Forsslund.